# Ізмаїл (аеропорт)
Аеропо́рт «Ізмаї́л» — недіючий аеропорт в однойменному місті Одеської області, яке межує на березі річки Дунай з Румунією,  єдиний міжнародний аеропорт України, що розташований не в місті-стотисячнику.

## Історія

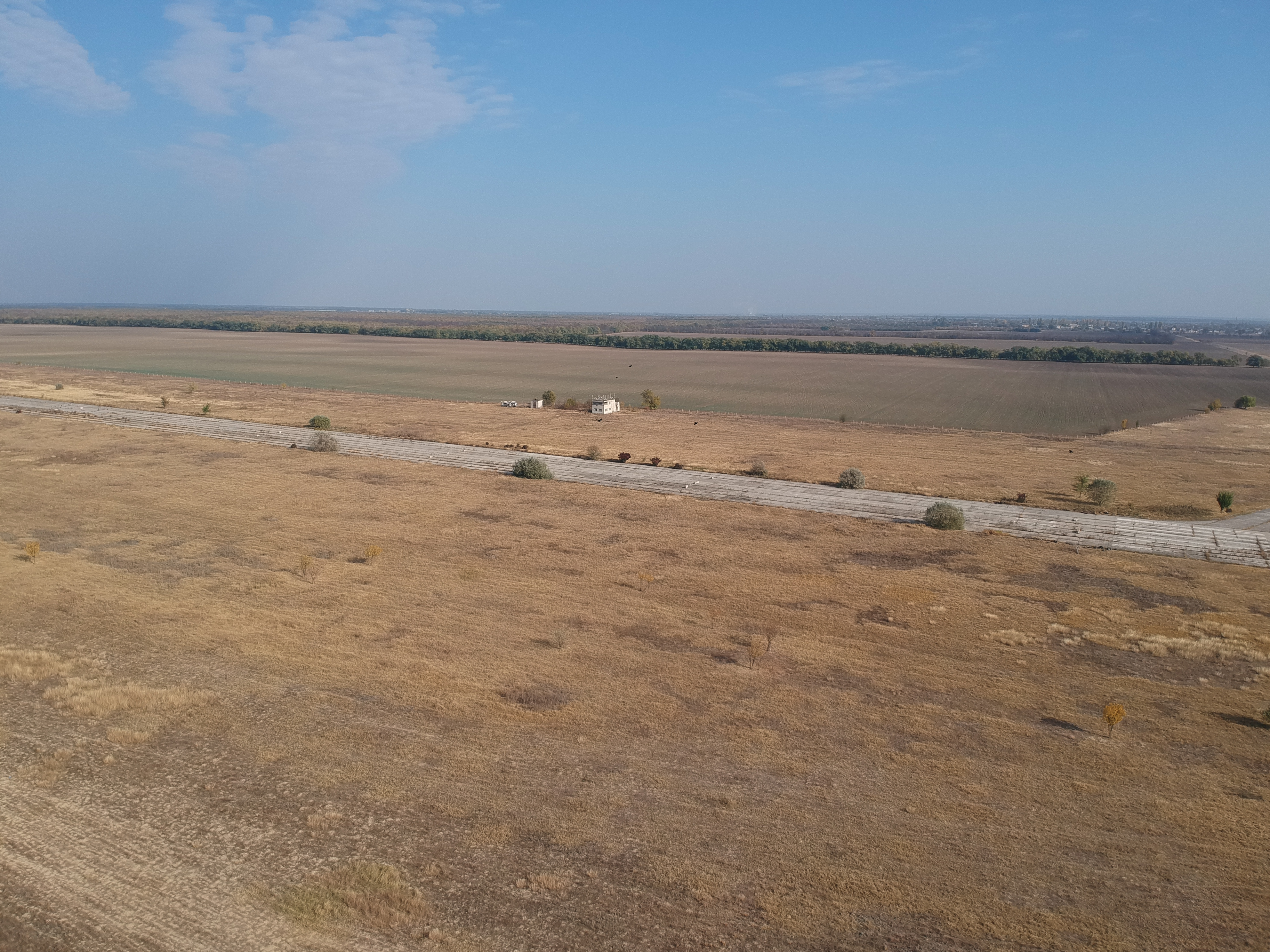
Краєвид з повітря

Аеропорт відкритий 1944 року. Спочатку використовувався прикордонниками, а пізніше також і військовими моряками. Як цивільний аеропорт «Ізмаїл» було введено в  експлуатацію з 1964 до 1989 роки.
У 1970—1980-х роках підприємство мало рейси до Києва (Як-40), Сімферополя (Як-40), Одеса (Як-30, Ан-2), Кам'янця-Подільського (Ан-2), Чернівців (Ан-2), Львова (Як-40) та Кишинева (Ан-2). 1988 року було введено в експлуатацію злітно-посадкову смугу завдовжки 1800 м, що дозволило приймати літаки Як-42 та Ан-12.
Після розпаду СРСР, у 1993—1997 роках аеропорт не функціонував. У 1997 році аеропорт отримав статус міжнародного, що дало йому друге життя. У 2001 році підприємство було передано у комунальну власність міста Ізмаїл. Міська влада витратила чимало грошей на ремонт приміщень і виплати заборгованостей із заробітної плати. На той час аеропорт приймав рейси з Києва, Стамбула та Варни.
У 2006 році аеропорт у власності територіальної громади регіону. У 2007 році аеропорт обслуговував три рейси на тиждень на Туреччину, але у лютому 2009 році аеропорт «Ізмаїл» призупинив свою роботу через кризу. В аеропорту накопичилися серйозні борги із зарплати, податкових і пенсійних відрахувань, а також за енергоносії. Обласна влада так і не виділила кошти на його підтримку. До того ж, через скорочення рейсів до Туреччини, підприємство не змогло отримати 
право на продовження ліцензії для обслуговування авіасполучень. На той час із аеропорту здійснювалися чартерні авіарейси до Стамбула (Туреччина) і Варни (Болгарія).

## Сучасність

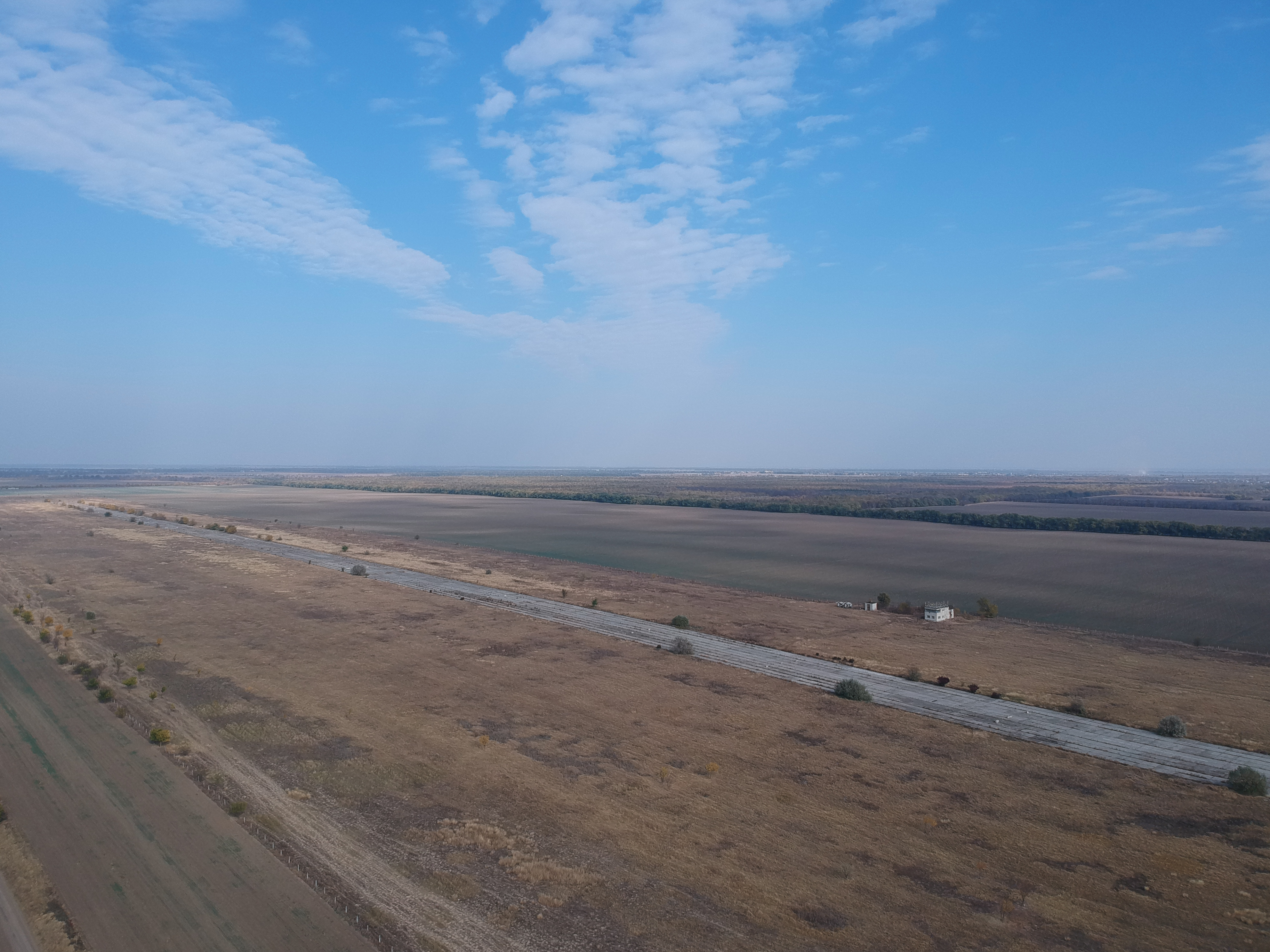
Краєвид з повітря

Під час сесії Одеської обласної ради у листопаді 2010 року, прийнято рішення комунальне підприємство «Аеропорт „Ізмаїл“» закрити терміном на три роки. У 2014 році термін закриття аеропорту було подовжено ще на три роки.
Аеропорт «Ізмаїл» був третім, після аеропорту «Одеса» та «Лиманське», у регіоні міжнародним аеропортом.
У жовтні 2018 року авіаційна компанія «Одеса» заявила про плани відкрити авіасполучення із районними центрами області з використанням Ізмаїльського аеропорту.
Аеропорт станом на жовтень 2019 рік
- аеродром: несертифікований, потребує ремонту та нового обладнання;
- аеровокзал: потребує ремонту та нового обладнання (для авіабезпеки та для ДФС);
- інженерні комунікації: потребують ремонту та актуалізації договірної бази;
- придбання техніки наземного обслуговування;
- ремонт протипожежної машини
- придбання аварійно-рятувальної машини;
- придбання сервісного обладнання
- найм персоналу;
- підготовка та затвердження сертифікаційних документів.

До питання реконструкції аеропорту повернулися у листопаді 2019 року, й за планами, відновлення повноцінної роботи аеропорту мало статися вже на початку 2021 року. Із запланованих робіт — приведення до ладу терміналу та дрібний ремонт злітно-посадкової смуги. Для цього із державного бюджету 2020-го року на ремонт передбачено 70 млн грн, які надійшли до обласного бюджету у вигляді субвенції. Проте виділені кошти не були освоєні, й повернулися назад до державного бюджету.

## Світлини

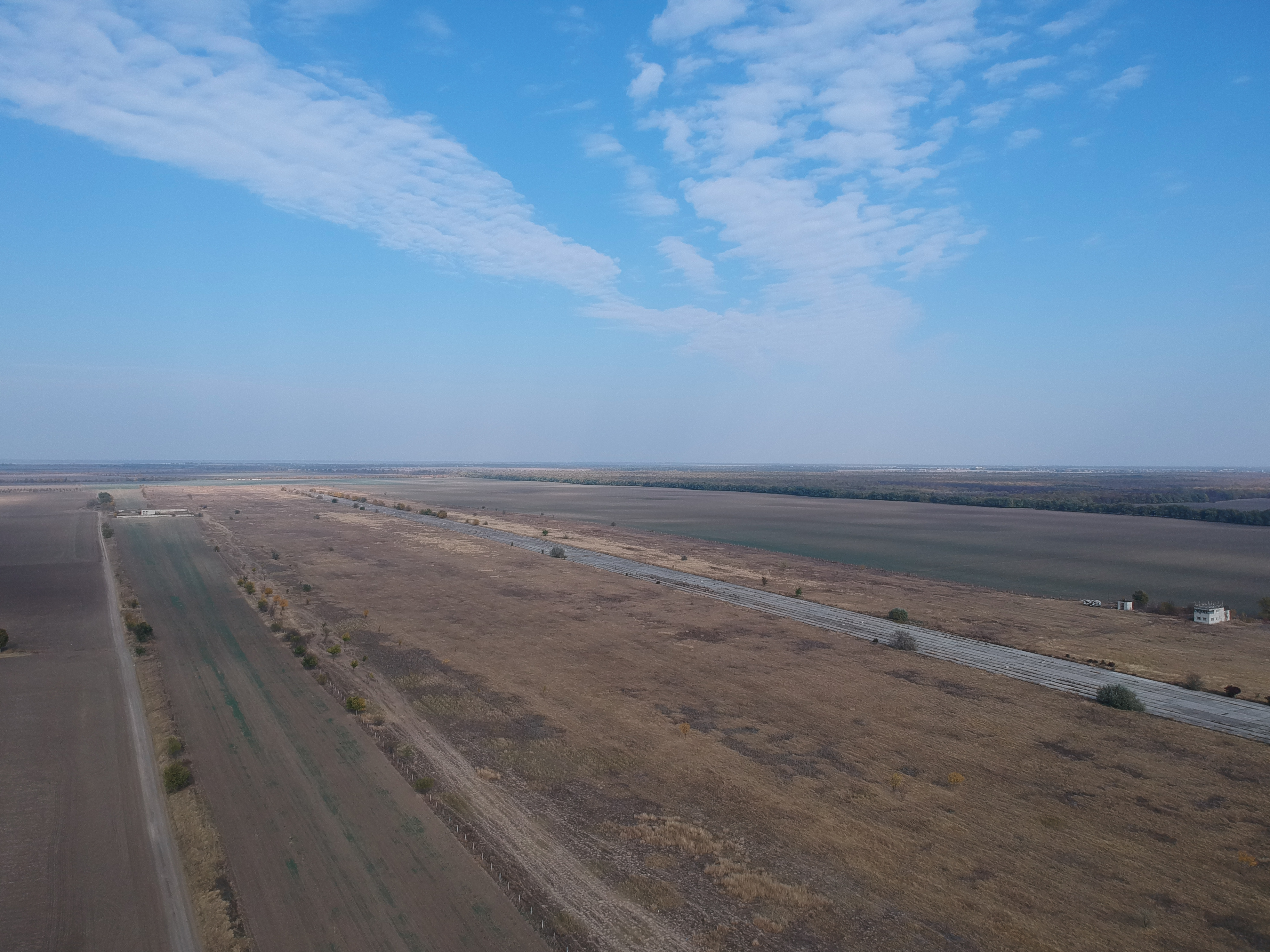
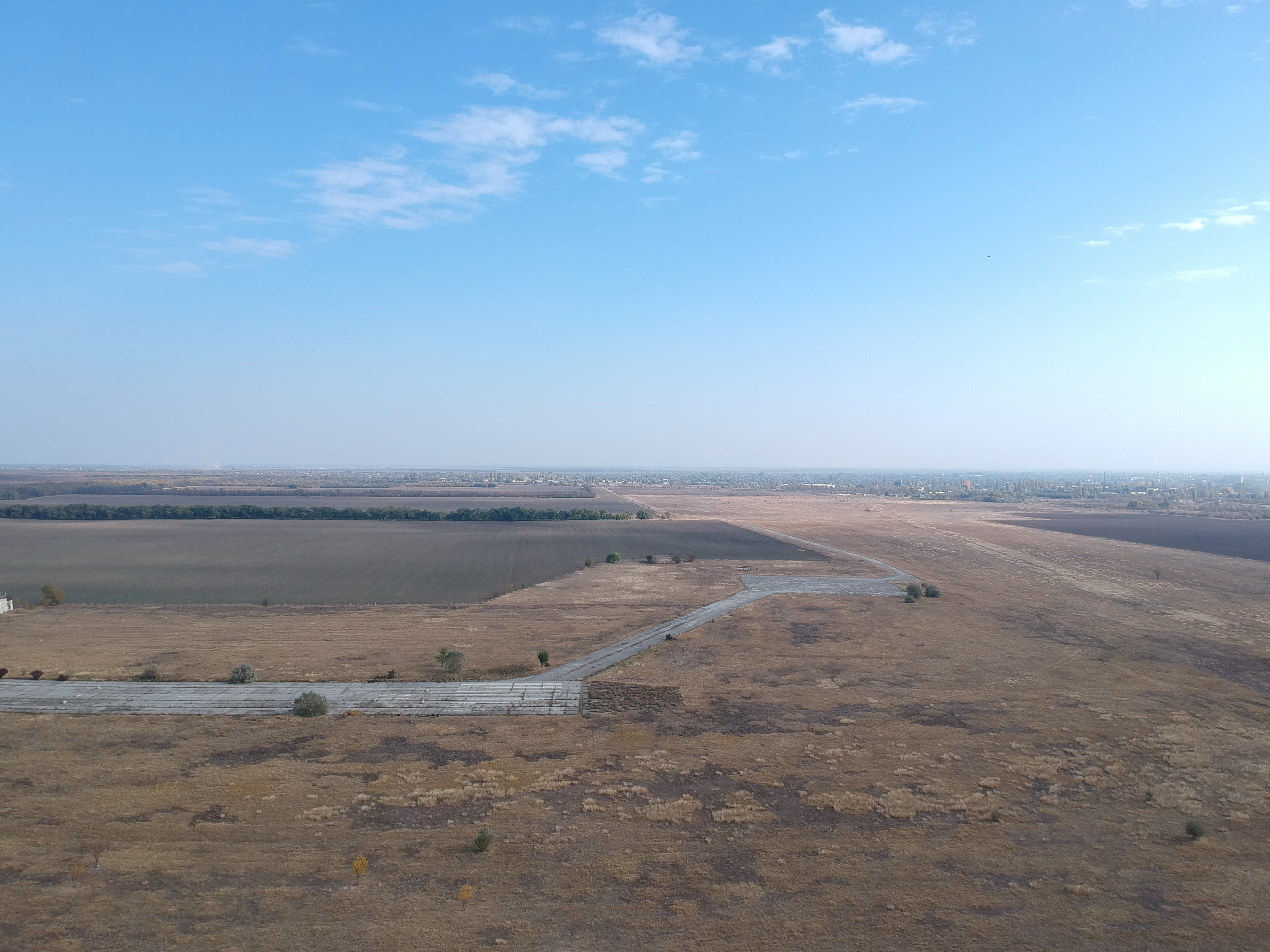
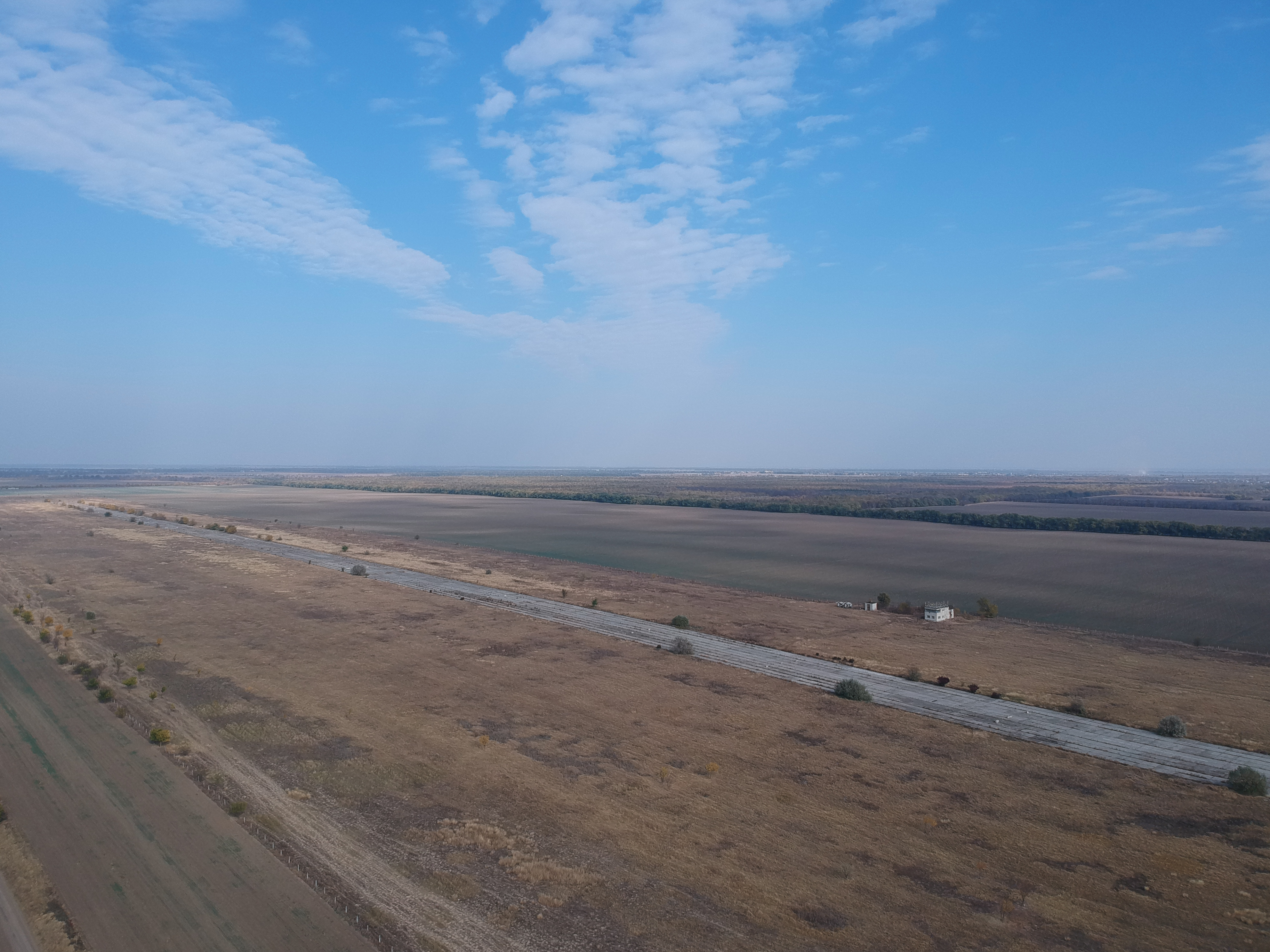
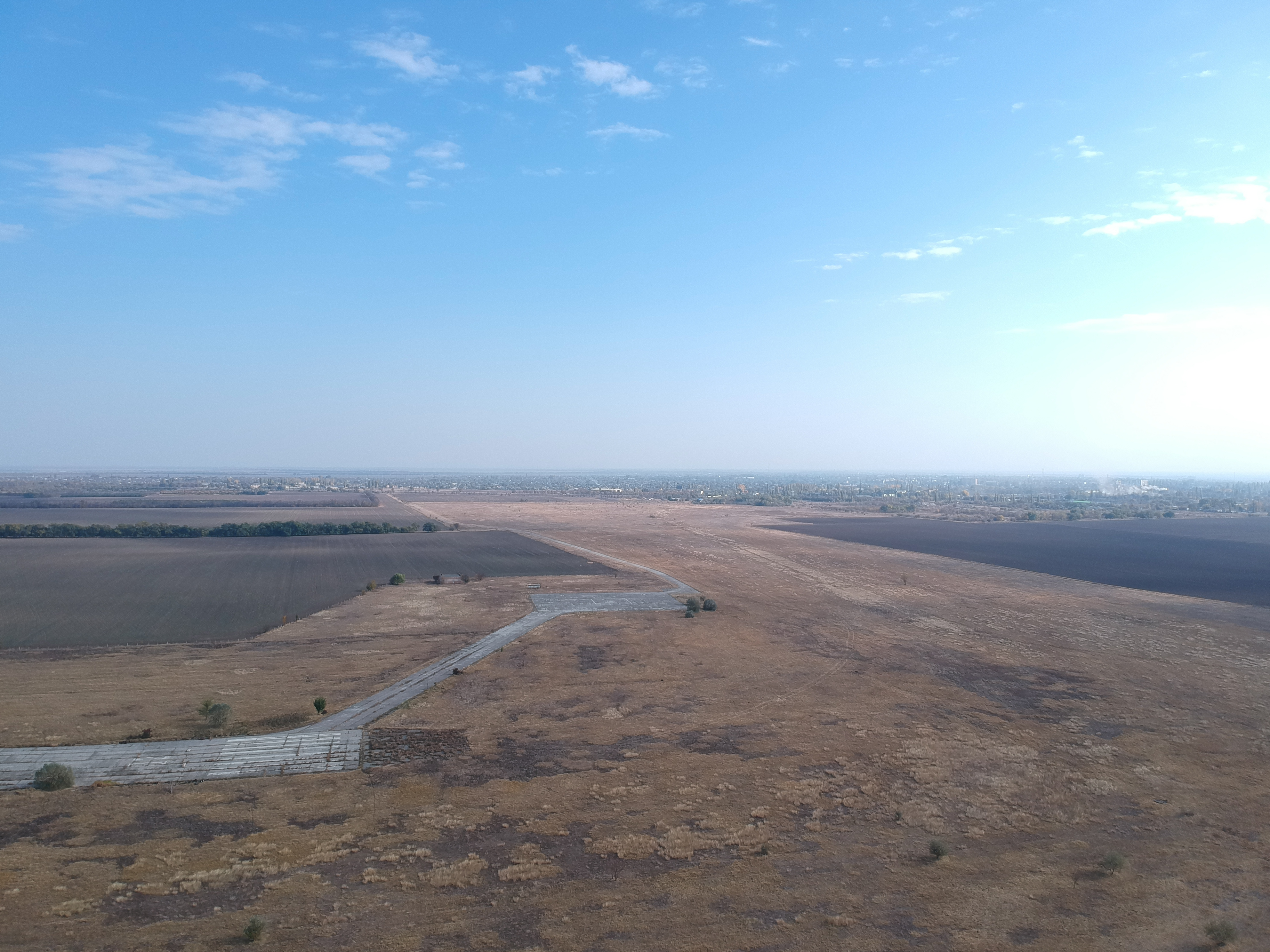
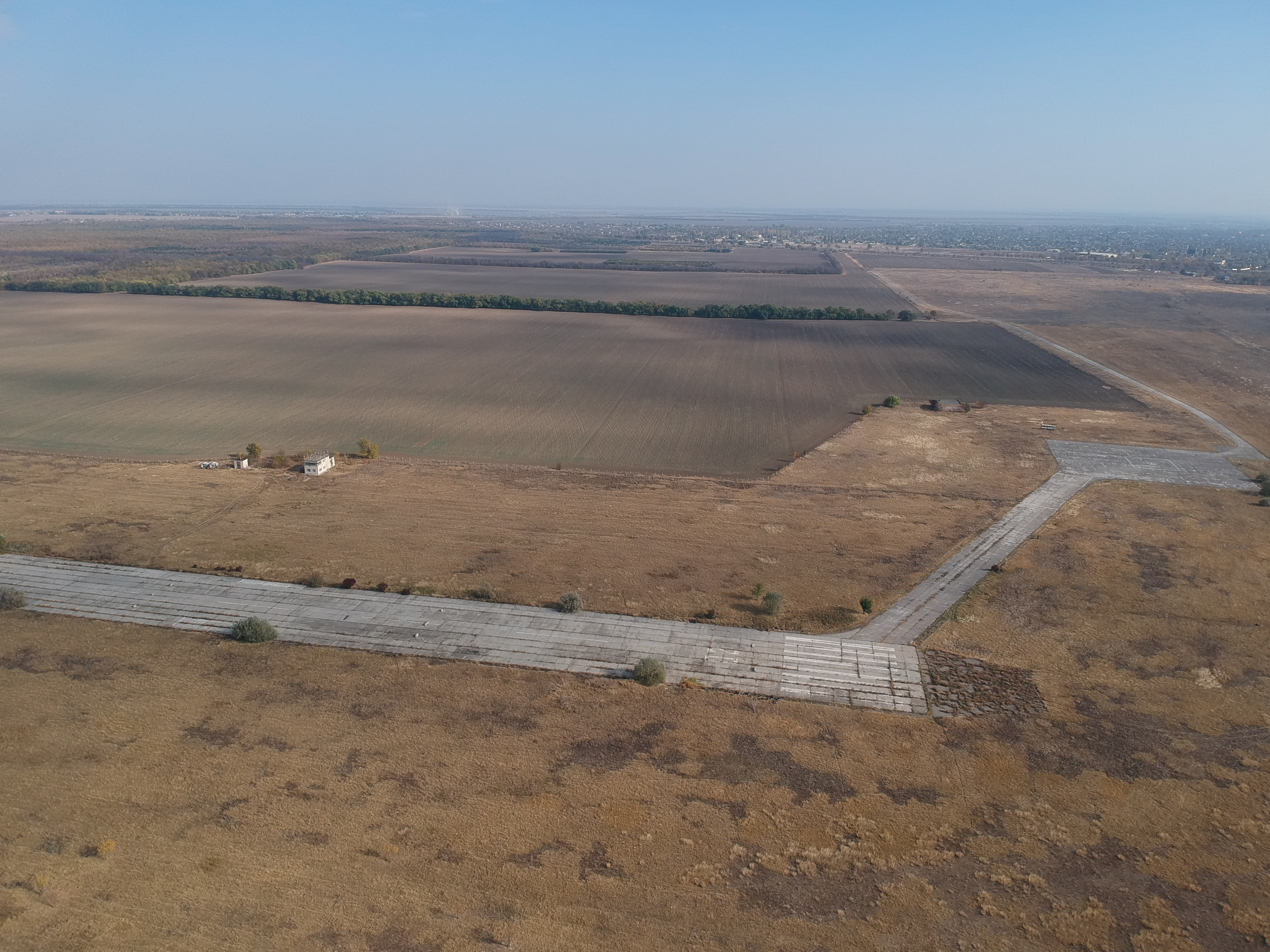
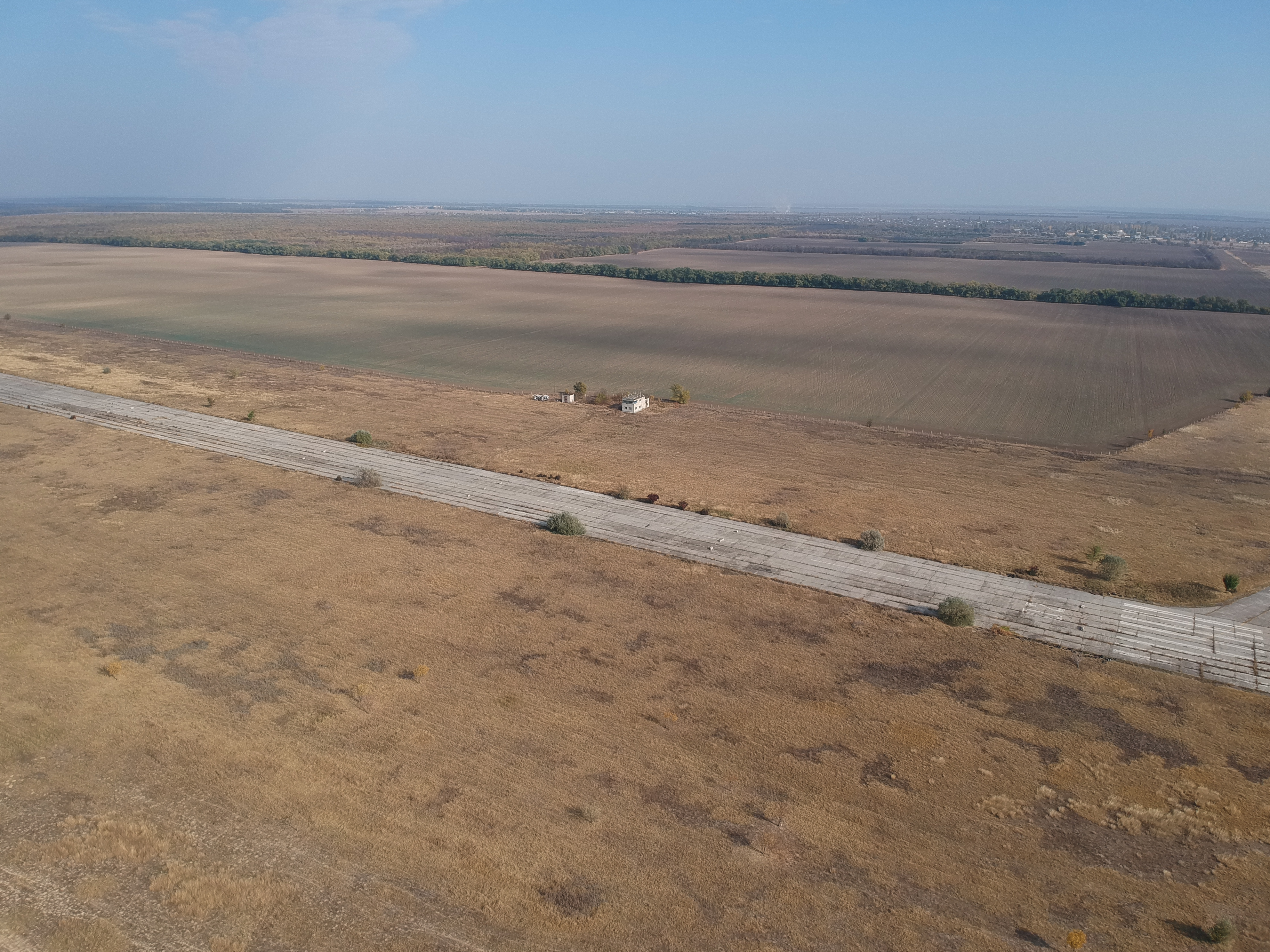
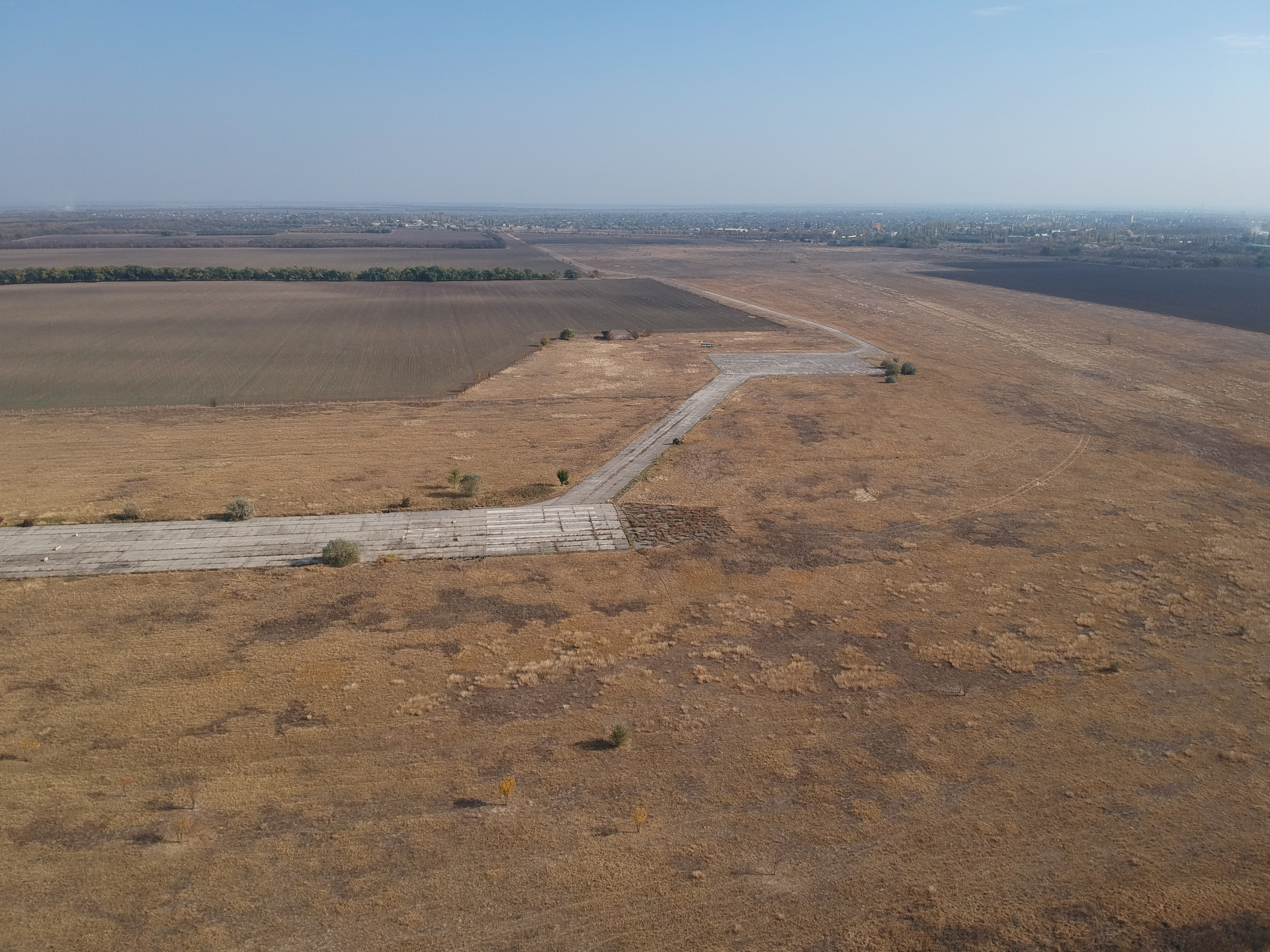
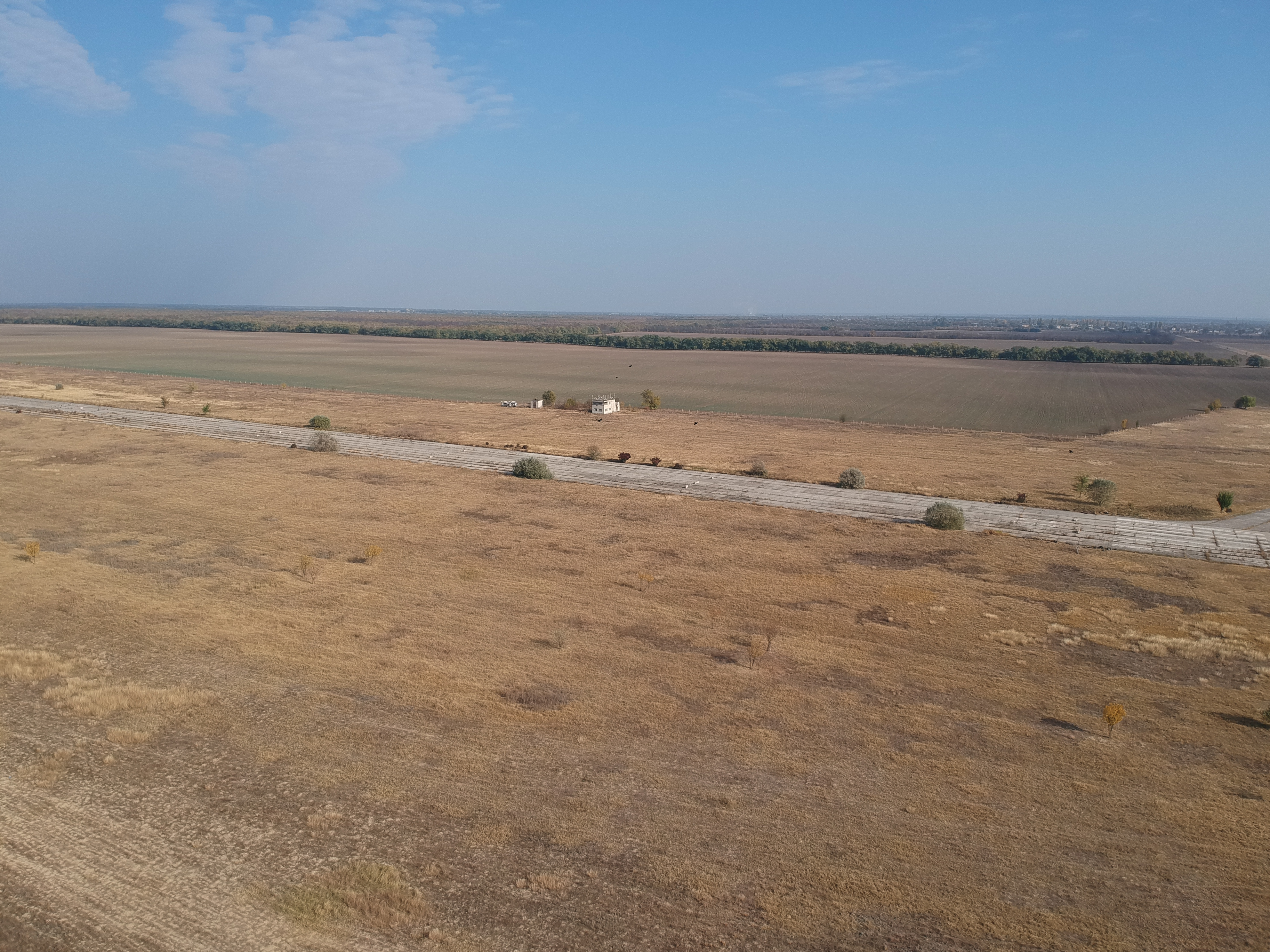
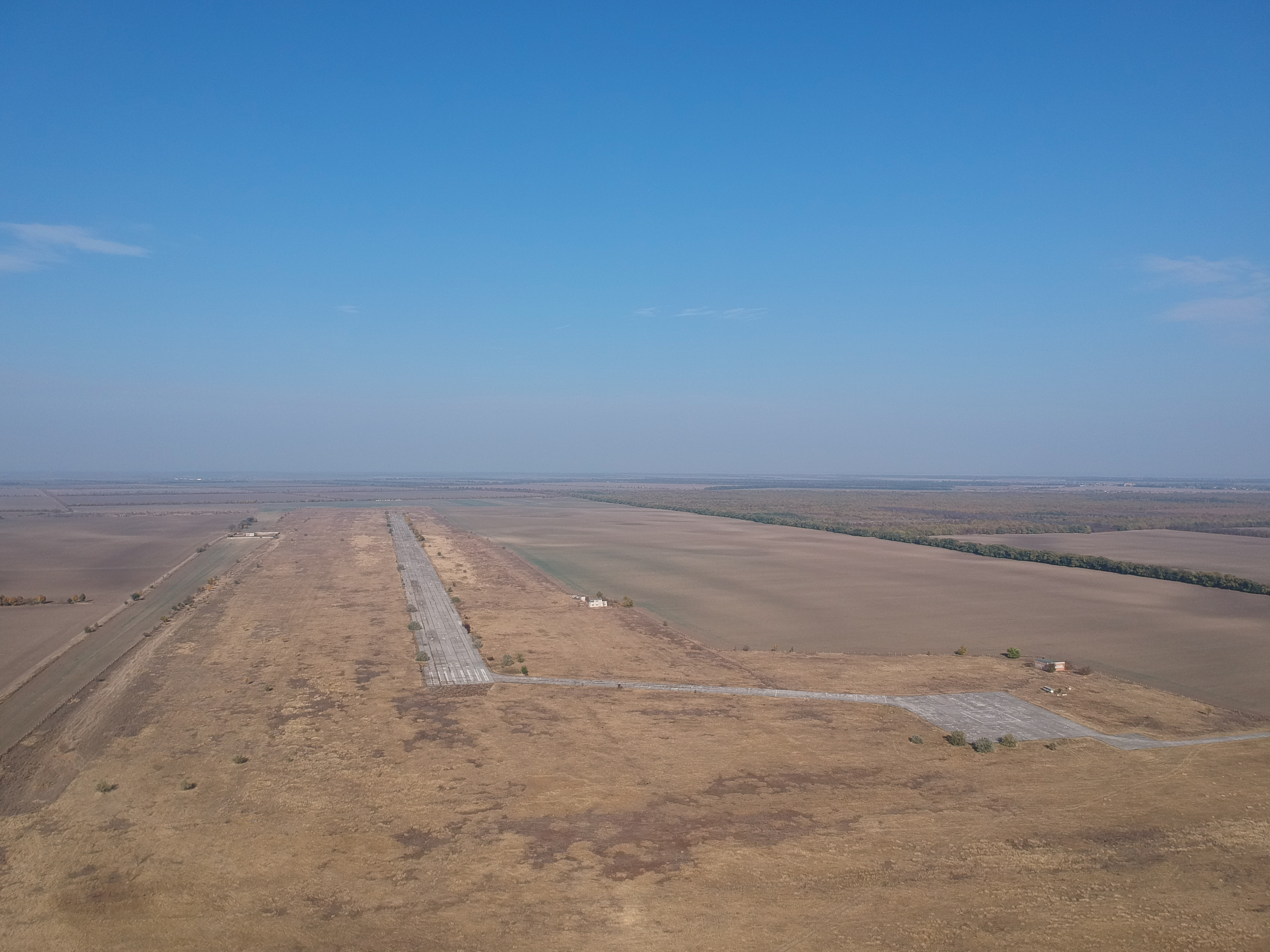

## Контактні дані
- Адреса: Аеродромне шосе, 15, м. Ізмаїл, Одеська область, Україна, 68601.